# Isola Posse All Stars
L'Isola Posse All Stars è una storica crew della scena rap-raggamuffin italiana. Nata nel centro sociale Isola nel Kantiere di Bologna, alla fine degli anni ottanta, e dalla vita breve (come quasi tutte le posse), ha rappresentato uno dei momenti più importanti nella nascita della cultura hip hop italiana.

## Storia
Gli Isola Posse All Stars nacquero verso la fine degli anni '80 negli ambienti del centro sociale Isola nel Kantiere di Bologna divenne poi uno dei punti di riferimento del primo hip hop legato alle posse italiane.
Il suo successo è dovuto soprattutto alla produzione underground Stop al panico che dipinge il clima instauratosi a Bologna dopo la cosiddetta Strage del Pilastro in cui morirono tre carabinieri per mano della banda della Uno bianca. Nello stesso periodo venivano sgomberati alcuni dei centri sociali occupati della città. L'Isola nel Kantiere lancia allora la campagna Stop al Panico, e prende corpo l'idea di realizzare un disco hip hop autoprodotto. Per l'occasione, gli artisti che frequentavano le hip hop jam dell'Isola si riuniscono sotto il nome di Isola Posse All Stars: sono Treble dei Sud Sound System, Speaker Dee Mò, Deda, Papa Ricky e Gopher D. Il disco viene curato dal team di produzione Tubi Forti (Frank Nemola, Gaudi e Ricky Rinaldi Ohm Guru).
Qualche mese dopo l'uscita di Stop al panico, il gruppo si separa per alcuni mesi, anche a seguito dello sgombero dell'Isola nel Kantiere. Treble fa ritorno in Salento, per lavorare al debutto discografico dei Sud Sound System, anche questo realizzato col supporto dei Tubi Forti.
Nel 1991 l'Isola Posse All Stars riprende a suonare dal vivo in tutta la penisola. Con Dee Mo, Deda e Gopher D, già presenti su Stop al Panico, ci sono Neffa, Papa Ricky e DJ Gruff. Entrano in studio per registrare Passaparola, il loro secondo e ultimo 12", che uscirà per la Century Vox nel 1992. Sempre nel 1992 poi vengono invitati dal programma di culto Avanzi andato in onda su Raitre nei primi anni novanta condotto da Serena Dandini con la presenza del comico Corrado Guzzanti, dove eseguono il brano Passaparola.
Nel 1992 l'Isola Posse All Stars partecipa con tre tracce alla compilation Notte di rime dirette, mentre nello stesso anno Speaker DeeMo esordisce come solista con il 12" Sfida Il Buio/Questione Di Stile, a cui partecipa Dj Gruff agli scratch.
Poco prima di sciogliersi definitivamente, il gruppo decide di cambiare nome in Sangue Misto. Il nome, suggerito da Dee Mo, verrà usato solo per un alcuni concerti da Deda, Gopher D, Papa Ricky e DJ Fabbri; sarà infine adottato da Neffa, Deda e Gruff.
L'Isola Posse rappresenta un momento centrale per l'hip hop italiano, non solo per la propria produzione, ma soprattutto perché base di partenza di altri gruppi fondamentali del genere come i Sangue Misto e Sud Sound System.

## Formazione

### "Stop al Panico"
- Speaker Dee Mo - voce
- Gopher D - voce
- Deda - voce, basi
- Treble - voce
- Alessiomanna – basso, basi

### "Passaparola"
- Speaker Dee Mo - voce
- Gopher D - voce
- Deda - voce, basi
- Treble - voce
- Neffa - voce
- DJ Gruff - voce, basi
- Papa Ricky - voce

## Discografia

### Singoli
- 1991 – Stop al panico
- 1992 – Passaparola

### Raccolte
- 1992 – Fondamentale! Vol. 1
- 1992 – Notte di rime dirette

### Video musicali
- 1991 – Stop al panico